# Tonight Alive
Tonight Alive — австралийская группа, играющая поп-панк. Состоит из пяти участников. Образована в городе Сидней в 2008 году. На данный момент группа выпустила два EP All Shapes and Disguises, который разошелся тиражом в 20,000 копий, и Consider This, а также альбом What Are You So Scared Of?. За время своего существования Tonight Alive выступили с такими группами, как Mest, 3OH!3, Flatliners, Fireworks, Valencia, Lostprophets, The Blackout, The Wonder Years, Sienna Skies и The Getaway Plan. Зимой 2011 группа посетила Лос-Анджелес, где записывала дебютный альбом, выход которого состоялся 14 октября 2011 года. Помогал записывать альбом Mark Trombino, известный по работам с Blink 182, Jimmy Eat World, The Starting Line. Первым синглом с альбома стал трек Starlight, релиз которого состоялся 1 июля 2011 года на iTunes. В начале 2011 года группа успела отыграть тур в США. Легендарная американская рок-радиостанция KROQ назвала Tonight Alive одной из лучших австралийских групп.
В начале ноября 2011 года группа подписала контракт с американским лейблом Fearless Records, где переиздала EP Consider This и дебютный альбом What Are So Scared Of?.

## Состав группы
- Дженна МакДоугалл (Jenna McDougall) — вокал.
- Джейк Харди (Jake Hardy) — электрогитара.
- Whakaio — электрогитара, бэк-вокал.
- Кэм Эдлер (Cam Adler) — бас-гитара.
- Мэтт Бест (Matt Best) — ударные.

## Дискография

### Альбомы

#### What Are You So Scared Of?(2011)
Альбом вышел 14 октября 2011. Содержит 10 скрытых акустических треков.
В записи нового варианта трека Thank You & Goodnight принял участие Марк Хоппус, басист группы Blink-182
| №   | Название                                | Длительность |
| --- | --------------------------------------- | ------------ |
| 1.  | «Eject, Eject, Eject!»                  |              |
| 2.  | «Breaking & Entering»                   |              |
| 3.  | «Starlight»                             |              |
| 4.  | «Sure As Hell»                          |              |
| 5.  | «Let It Land»                           |              |
| 6.  | «Fake It»                               |              |
| 7.  | «Listening»                             |              |
| 8.  | «Reason To Sing»                        |              |
| 9.  | «Safe & Sound»                          |              |
| 10. | «Thank You & Goodnight»                 |              |
| 11. | «Amelia»                                |              |
| 12. | «In The First Place»                    |              |
| 13. | «To Die For»                            |              |
| 14. | «What Are You So Scared Of?»            |              |
| 15. | «Breaking & Entering (Acoustic)»        |              |
| 16. | «Starlight (Acoustic)»                  |              |
| 17. | «Sure As Hell (Acoustic)»               |              |
| 18. | «Let It Land (Acoustic)»                |              |
| 19. | «Safe & Sound (Acoustic)»               |              |
| 20. | «Thank You & Goodnight (Acoustic)»      |              |
| 21. | «Amelia (Acoustic)»                     |              |
| 22. | «In The First Place (Acoustic)»         |              |
| 23. | «To Die For (Acoustic)»                 |              |
| 24. | «What Are You So Scared Of? (Acoustic)» |              |

iTunes версия альбома:
| №   | Название  | Длительность |
| --- | --------- | ------------ |
| 15. | «Welcome» |              |

Японское издание альбома:
| №   | Название                           | Длительность |
| --- | ---------------------------------- | ------------ |
| 15. | «You Know You Know Me»             |              |
| 16. | «Welcome»                          |              |
| 17. | «Take Me Down»                     |              |
| 18. | «Breaking & Entering (Acoustic)»   |              |
| 19. | «Starlight (Acoustic)»             |              |
| 20. | «Sure As Hell (Acoustic)»          |              |
| 21. | «Let It Land (Acoustic)»           |              |
| 22. | «Safe & Sound (Acoustic)»          |              |
| 23. | «Thank You & Goodnight (Acoustic)» |              |

Американское издание альбома:
| №   | Название                                    | Длительность |
| --- | ------------------------------------------- | ------------ |
| 1.  | «Eject, Eject, Eject!»                      |              |
| 2.  | «Breaking & Entering»                       |              |
| 3.  | «Sure As Hell»                              |              |
| 4.  | «Starlight»                                 |              |
| 5.  | «To Die For»                                |              |
| 6.  | «Let It Land»                               |              |
| 7.  | «Amelia»                                    |              |
| 8.  | «Listening»                                 |              |
| 9.  | «Thank You & Goodnight (feat. Mark Hoppus)» |              |
| 10. | «Safe & Sound»                              |              |
| 11. | «Fake It»                                   |              |
| 12. | «What Are You So Scared Of?»                |              |

### EP

#### All Shapes and Disguises(2010)
EP, выпущенная группой в июне 2010 на собственные деньги в Австралии и Японии общим тиражом 20,000 копий.
| №                   | Название                | Длительность |
| ------------------- | ----------------------- | ------------ |
| 1.                  | «To Die For»            | 3:26         |
| 2.                  | «Invincible»            | 2:30         |
| 3.                  | «Wasting Away»          | 2:52         |
| 4.                  | «Closer»                | 2:58         |
| 5.                  | «My Favourite Thing»    | 3:10         |
| 6.                  | «Ten Times Better»      | 2:57         |
| 7.                  | «Rooftop To The Street» | 3:35         |
| 8.                  | «In My Eyes»            | 3:06         |
| Общая длительность: | Общая длительность:     | 24.38        |

Japanese Edition:
| №                   | Название                   | Длительность |
| ------------------- | -------------------------- | ------------ |
| 9.                  | «Revenge And It's Thrills» | 2:50         |
| 10.                 | «5 Years»                  | 2:51         |
| 11.                 | «Thank You And Goodnight»  | 3:17         |
| 12.                 | «Invincible (Acoustic)»    | 2:38         |
| Общая длительность: | Общая длительность:        | 36.16        |

#### Consider This(2010)
| №                   | Название                   | Длительность |
| ------------------- | -------------------------- | ------------ |
| 1.                  | «Revenge And It’s Thrills» | 2:48         |
| 2.                  | «Five Years»               | 2:49         |
| 3.                  | «Thankyou And Goodnight»   | 3:15         |
| Общая длительность: | Общая длительность:        | 8.53         |

US Edition (2011)
| №  | Название                   | Длительность |
| -- | -------------------------- | ------------ |
| 1. | «Wasting Away»             |              |
| 2. | «Five Years»               |              |
| 3. | «My Favourite Thing»       |              |
| 4. | «Revenge And It’s Thrills» |              |
| 5. | «Invincible»               |              |

#### Let It Land(2011)
| №  | Название                    | Длительность |
| -- | --------------------------- | ------------ |
| 1. | «Let It Land»               |              |
| 2. | «Welcome»                   |              |
| 3. | «Fake It (Acoustic)»        |              |
| 4. | «Listening (Acoustic)»      |              |
| 5. | «Reason To Sing (Acoustic)» |              |

### Синглы

#### Starlight(2011)
| №  | Название    | Длительность |
| -- | ----------- | ------------ |
| 1. | «Starlight» | 3:23         |

#### Let It Land(2011)
| №  | Название      | Длительность |
| -- | ------------- | ------------ |
| 1. | «Let It Land» |              |